# Suvanisia albonotata
Suvanisia albonotata är en insektsart som först beskrevs av William Lucas Distant 1920.  Suvanisia albonotata ingår i släktet Suvanisia och familjen Meenoplidae. Inga underarter finns listade i Catalogue of Life.